# ОШ „Јован Ристић” Београд
ОШ „Јован Ристић” је основна школа која се налази у Борчи, на територији општине Палилула у Београду. Једна је од 3 основне школе у Борчи, поред ОШ „Стеван Сремац” и ОШ „Раде Драинац”.

## Историјат
Још 70-их година 20. века јавила се потреба да насеље Борча, поред две постојеће основне школе („Стеван Сремац” и „Вељко Влаховић”, касније преименоване у „Раде Драинац“), добије и трећу школу. Овај пројекат је реализован тек након скоро четири деценије. На иницијативу Града, а захваљујући средствима Европске инвестиционе банке, саграђена је Основна школа „Јован Ристић” која је отпочела са радом 1. септембра 2010. године. Назив је добила по српском политичару, државнику и историчару Јовану Ристићу. Колектив школе формиран је од наставника школа „Стеван Сремац“ и „Раде Драинац“. Школа је почела рад са 12 одељења млађих и 11 одељења старијих разреда, с планом да постане четвороодељењска и да се настава одвија само у преподневној смени. Данас школа 1164 ученика распоређених у 44 одељења, као и 111 запослених. У извођењу наставе примењују се рачунари, паметне табле и ДВД уређаји, а школа је опремљена видео надзором.